# Saccharomyces cerevisiae
Saccharomyces cerevisiae са вид дрожди – едноклетъчни гъби, от семейство Saccharomycetaceae. Вероятно са едни от най-важните дрожди в човешката история заради употребата им в производството на много тестени изделия, както и в пивоварството и винопроизводството.
Един от най-изследваните видове гъби в микробиологията, и най-честият причинител на ферментация. В естествено състояние се намират върху обвивката на много плодове с гладка люспа (грозде, слива и др.) като един от компонентите на бялото оцветяване. Клетката на С. церевизия е овална с диаметър 5 – 10 μm, размножава се чрез пъпкуване.

## Приложение
Сахаромицес церевизия е основната съставка на готварската мая. Тя се използва за:
- втасване на тестени изделия;
- ферментация на бира;
- вторична ферментация на пенливи вина, например шампанско.